# やわらかい生活
『やわらかい生活』（やわらかいせいかつ）は、第96回文學界新人賞受賞作の「イッツ・オンリー・トーク」（絲山秋子著）を基にした映画。東京・蒲田を舞台に35歳の独身女の日常を描いている。2006サンダンス映画祭 ワールドシネマコンペティション、2006ドーヴィル映画祭、第35回ロッテルダム国際映画祭、第17回シンガポール国際映画祭、第6回東京フィルメックス/TOKYO FILMeX200、第30回湯布院映画祭正式出品。
なおこの映画の脚本の出版を巡り、原作者の絲山秋子と脚本家の荒井晴彦の間で裁判が起こった。詳述は絲山秋子#映画脚本を巡る訴訟にて。

## キャスト
- 寺島しのぶ：橘優子(35)
- 豊川悦司：橘祥一
- 松岡俊介：本間
- 田口トモロヲ：痴漢Kさん
- 妻夫木聡：気の弱いヤクザ
- 柄本明：橘昭夫
- 大森南朋：バッハ
- いちぶちかつひこ
- 大口広司
- 河井青葉
- 山田キヌヲ
- 伊藤ヨタロウ
- 秋桜子
- 海部未緒
- 山地建仁
- 仁田原早苗
- 中村貴子
- 浜崎茜
- 米山直之
- 齊藤あきら
- 藤沢るい

## スタッフ
- 監督：廣木隆一
- 原作：第96回文學界新人賞受賞作品「イッツ・オンリー・トーク」絲山秋子著（文藝春秋刊）
- 脚本：荒井晴彦
- 製作者：川島晴男、石川富康、渡辺純一
- プロデューサー：森重晃
- アソシエイト・プロデューサー：永田芳弘
- 撮影：鈴木一博
- 音楽：nido
- 美術：原田恭明
- 録音：深田晃
- 編集：菊池純一
- スクリプター：川野恵美
- スチール：土屋久美子
- スタイリスト：宮本まさ江
- 助監督：宮城仙雅
- 照明：上妻敏厚
- 製作委員会：ハピネット・ピクチャーズ、住友商事、スカパー・ウェルシンク、衛星劇場